# 印记 (LiSA单曲)
《印记》（日语：シルシ）是日本女歌手LiSA的第7张单曲唱片。标题曲由LiSA作词，作曲。本单曲于2014年12月10日由Aniplex发行。

## 背景
《印记》为前作《BRiGHT FLiGHT/L.Miranic》推出约3个月后的作品，也是2014年的第3作。2014年10月5日，LiSA公布了该曲发售的消息。同年11月16日，LiSA在其官方网站以及官方YouTube频道公开了该曲的短版音乐影片。
单曲标题曲《印记》是电视动画《刀剑神域II》圣母圣咏篇的片尾曲，而B面歌曲《No More Time Machine》则是同作圣剑篇的片尾曲。这张单曲是LiSA出道以来首张被用作电视动画片尾曲的单曲，同时也是她的第一张叙事单曲。
标题曲《印记》作为一首叙事曲，曲调显得略为伤感，以便更好地切合《刀剑神域II》圣母圣咏篇的主题与剧情。B面歌曲《No More Time Machine》的主题是“冒险”，气氛相对于《印记》而言较为轻松与激动，其中的一部分歌词也传达出了主角的心情，同时这首歌的标题也意在表明过去的一切将不再复返。
本单曲共推出3个版本，分别为初回生产限定盘、通常盘、SAO盘（期间限定盘）。初回生产限定盘和通常盘的CD内额外收录《crossing field》的英语演唱版本，其中初回生产限定盘还附赠一张DVD，内容是《印记》的音乐影片。SAO盘（期间限定盘）为精装版，该盘的封面于单曲发售1个月前公开，封面内容为圣母圣咏篇两位主角亚丝娜和有纪的插画。

## 销售成绩
本曲在2014年12月22日公布的Oricon周度排行榜以卖出29399张的成绩获得第3位，取代最高排名第4的《Rising Hope》成为当时LiSA在该榜中排名最高的单曲。Oricon日间排行榜方面，《印记》第一次入榜时排名第6，后来在2014年12月10日以及12日公布的排名当中获得第3位，这一排名也是本曲在日榜的最高排名。
Billboard Japan方面，《印记》在2014年12月22日公布的Hot Animation排行榜中超越上周同榜排名第1的《courage》获得第1位，而B面的《No More Time Machine》则在该榜排名第11位，另外，本单曲在Hot 100以及Hot Singles Sales的最高排名均为第3名。而Nielsen SoundScan Top 20排行榜方面，本曲的最高排名是第6位。

## 评价
CD Journal的评价称LiSA既嘹亮而且舒展的歌声很有吸引力，还称她的歌唱能力极佳。

## 收录曲

### 初回生产限定盘、通常盘
1. 印记 [4:47]
  - 作词：LiSA，作曲：，编曲：堀江晶太，弦乐编曲：冈村美央
  - 《刀剑神域II》圣母圣咏篇片尾曲
2. No More Time Machine [4:50]
  - 作词：古屋真，作曲：野间康介，编曲：
  - 《刀剑神域II》圣剑篇片尾曲
3. crossing field -English ver.-

DVD（初回生产限定盘）
1. 印记（Music Clip）

### SAO盘（期间生产限定盘）
1. 印记 [4:47]
2. No More Time Machine [4:50]
3. 印记（Instrumental）
4. No More Time Machine（Instrumental）

DVD
1. 《刀剑神域II》 -non-credit Ending- 圣剑篇版（ソードアート・オンラインⅡ -non-credit Ending- 《キャリバー》ver.）
2. 《刀剑神域II》 -non-credit Ending- 圣母圣咏篇版（ソードアート・オンラインⅡ -non-credit Ending- 《マザーズ・ロザリオ》ver.）

## 收录专辑
| 曲名                 | 收录专辑     | 發售日       | 備註            |
| -------------------- | ------------ | ------------ | --------------- |
| No More Time Machine | 《Launcher》 | 2015年3月4日 | 第3张录音室专辑 |
| 印记（シルシ）             | 《Launcher》 | 2015年3月4日 | 第3张录音室专辑 |